# Christian Friedrich von Berner
Christian Friedrich von Berner (eigentlich: Barner, † nach 1763) war ein preußischer Oberst und Chef des Garnisonsregiments Nr. 5 sowie Ritter des Ordens Pour le Mérite.

## Leben
Er entstammt der altern mecklenburgischen Familie Barner.
Er war Major im Infanterieregiment „Anhalt-Bernburg“, nahm am Siebenjährigen Krieg teil und wurde in der Schlacht bei Kolin verwundet. Im Februar 1760 wurde er dort Oberstleutnant sowie im Februar 1761 Oberst und Regimentskommandeur. Für den Sturm auf die Burkersdorfer Höhen erhielt er am 21. Juli 1762 den Orden Pour le Mérite. Am 12. Dezember 1763 wurde zum Chef des Garnisonsregiment Nr. 5 ernannt. Im Jahr 1770 erhielt er seine Demission und dazu eine Gnadengehalt.